# Ambasada Maroka przy Stolicy Apostolskiej
Ambasada Maroka przy Stolicy Apostolskiej – misja dyplomatyczna Królestwa Marokańskiego przy Stolicy Apostolskiej. Ambasada mieści się w Rzymie.